# NGC 6873
NGC 6873 ist ein Asterismus im Sternbild Sagitta. Er wurde im Jahr 1825 von Friedrich Wilhelm Struve entdeckt.